# 票擬
票擬，又有「擬票」、「調帖」、「票旨」、「調旨」、「擬旨」等稱。是指明清官員向皇帝上行的题本，要先送内阁（明代由司礼监文书房轉發內閣），由內閣大學士代擬旨意，寫成紙條貼在題本封面供皇帝參考，之後再交給皇帝批閱。皇帝用朱筆（紅筆）在題本或奏本上批示，叫做「批紅」。杨士奇《汉府之变二》云：“凡中外所进章疏，专命公批。未及命，携出条旨，许用小票墨书，帖各疏，面以进。”
明朝在朱元璋洪武十三年罷相後，中央官制不設宰相。永樂帝靖難奪位後，召胡廣、楊榮、解縉等入值文淵閣參預機務，此為明代內閣制度確立之始。因文淵閣地處皇宮大內，因此被稱作「內閣」。正統之後，內閣中資歷最深者為內閣首輔，後票擬多由首輔執筆。

## 歷史
明朝宣德帝起，官員遞入宮內的上行題本，由通政使司遞交司禮監文書房，登記交皇帝御覽，然後送內閣。由內閣大學士做出初步處理、代擬旨意，寫成紙條貼在題本封面供皇帝參考，叫做票擬。明初部分非內閣大學士的親信大臣也可參預票擬。「宣德中詔少師吏部尚書蹇義、少保太子太傅戸部尚書夏原吉輟部事，朝夕侍左右，賜珊瑚筆，格玉硯條旨，然不與閣職。」「內閣臣職在司內外制而已，未有所謂調旨也。自宣德中大學士二楊公與尚書蹇、夏始有調旨之說。」蹇義、夏原吉並未入閣，而處理奏章主要還是召大臣面議為主。故宣德朝實有調旨票擬之事，並無調旨票擬之制。後票擬成為內閣的專職。
明英宗正統初年，「英宗九歲登極，凡事啟太后，太后避專，令內閣議行，此內閣票旨之所由始也。」
內閣初無首輔次輔之分，票擬之事則由閣臣同寅協恭，共同商議。「弘、正以後居首者始秉筆，地望與次相懸絶矣。」
嘉靖帝時，嚴嵩專斷，與次輔不相關白，後夏言為首輔「凡所擬旨，行意而已，不復顧問嵩。」萬曆初，張居正為首輔，「三日不出閣，吏以函捧章奏就第票擬，次相在閣坐候，票進乃出。」可知明中葉，嘉靖、隆慶、萬曆初三朝（1521-1582年，61年間），調旨票擬之權盡落首輔之手。張居正死後，調旨票擬之權又回到群輔「協恭」，天啟帝時，再由內閣同官「協恭」轉換成「分票」，崇禎帝時，因閣臣傾軋角爭，內閣作用僅剩「分票」署名票擬，以便追查責任，內閣票擬徒具虛名。

## 评价
從“票擬”的實質來看，明朝內閣终究與前朝的宰相不同。